# 일사병
일사병(日射病), 열피로(熱疲勞, heat exhaustion), 열탈진(熱脫盡)은 신체가 효과적으로 스스로를 식히지 못해 발생하는 열 관련 질환이다. 일반적으로 높은 주변 온도나 격렬한 신체 활동 중에 발생한다. 일사병의 핵심 체온은 37°C에서 40°C(98.6°F에서 104°F) 범위이다. 증상으로는 심한 발한, 쇠약, 어지럼증, 두통, 구역질, 탈수 및 혈청 전해질 고갈로 인한 저혈압 등이 있다. 열 관련 질환은 심각도에 따라 스펙트럼으로 나뉘며, 일사병은 열사병보다 덜 심각하지만 열경련 및 열실신보다는 더 심각한 것으로 간주된다.
기후변화와 전 지구적 기온 상승은 더욱 빈번하고 강렬한 폭염을 초래하여 일사병 발생률을 높였다. 위험 요인으로는 덥고 습한 날씨, 장시간의 열 노출, 격렬한 신체 활동, 물 또는 냉방 시설 접근 제한, 그리고 이뇨제, 항고혈압제, 항콜린제, 항우울제와 같이 체액 및 혈청 전해질 손실을 악화시킬 수 있는 특정 약물 등이 있다. 어린이, 노인, 그리고 특정 기존 건강 질환을 가진 개인은 핵심 체온을 조절하는 능력이 저하되어 일사병에 더 취약하다.
예방 전략으로는 헐렁하고 가벼운 옷을 입고, 극심한 더위 속에서 격렬한 활동을 피하며, 적절한 수분을 유지하고, 더운 환경에 점진적으로 순응하는 것이 포함된다. 폭염 시 열사병을 예방하는 데는 열 경고 및 지역사회 냉방 센터와 같은 공중 보건 조치도 도움이 된다. 치료에는 더 시원한 환경으로 이동하여 수분을 보충하고 몸을 식히는 것이 포함된다. 치료되지 않은 일사병은 핵심 체온이 40°C(104°F)를 초과하고 중추신경계 기능 장애를 특징으로 하는 생명을 위협하는 상태인 열사병으로 진행될 수 있다.

## 징후와 증상

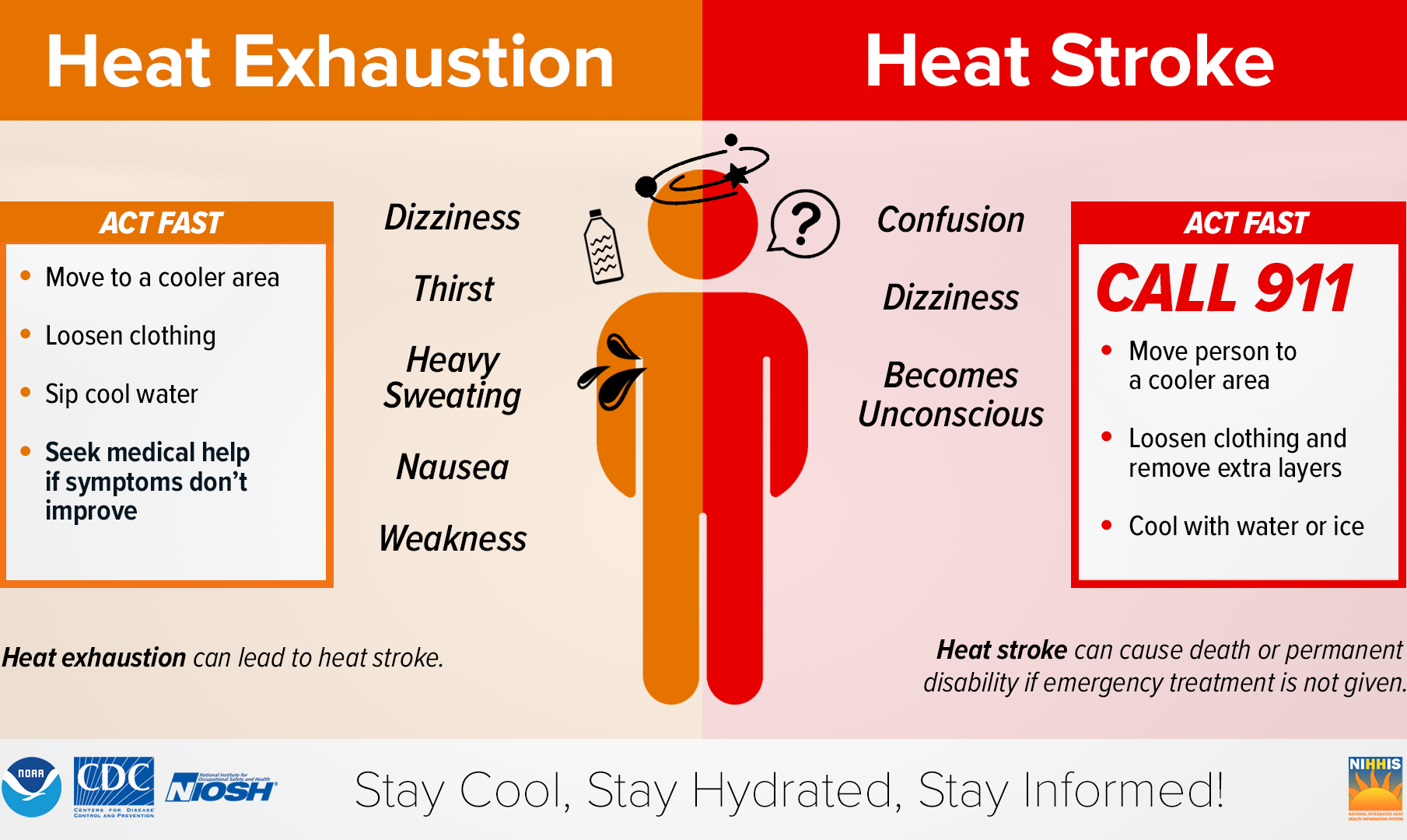
일사병과 열사병,
미국 국립기상청 자료

### 일반적인 증상
출처:
- 심박수 증가
- 혈압 저하
- 핵심 체온 상승 (40°C 또는 104°F를 초과하지 않음)
- 호흡수 증가
- 심한 발한
- 탈수
- 혈청 전해질 고갈
- 쇠약 및 피로
- 지속적인 근육통
- 피부 따끔거림
- 구역질 및 구토
- 어지럼증 및 현기증
- 과민성
- 두통

### 덜 일반적인 증상
출처:
- 창백
- 뜨겁고 건조한 피부
- 핵심 체온이 40°C 또는 104°F를 초과
- 실신
- 중추신경계 기능 장애 (예: 정신 상태 변화, 공간 인식 상실, 신체 움직임 제어 상실, 뇌전증 발작 등)

### 다른 열 관련 질환과의 비교
일사병의 일반적인 징후와 증상은 열경련, 열실신, 열사병과 같은 다른 열 관련 질환에서도 관찰될 수 있다. 열 관련 질환의 경미한 형태인 열경련은 복부, 넙다리네갈래근, 종아리 근육의 지속적인 수축을 특징으로 한다. 운동 관련 실신이라고도 불리는 열실신은 중간 정도의 열 관련 질환으로, 일시적인 의식 상실을 특징으로 한다. 일사병과 달리 열경련과 열실신은 전신적 영향을 미치지 않는다.
일사병은 심각한 형태의 열 관련 질환인 열사병의 전조이다. 열사병은 일사병보다 창백, 뜨겁고 건조한 피부, 실신, 중추신경계 기능 장애(예: 정신 상태 변화, 공간 인식 상실, 신체 움직임 제어 상실, 뇌전증 발작 등)를 유발할 가능성이 더 높다. 중추신경계 기능 장애와 40°C 또는 104°F를 초과하는 핵심 체온은 일사병과 열사병을 구별하는 주요 특징이다. 열사병의 초기 지표 중 하나는 정신 상태 변화이며, 이는 섬망, 혼란, 경계심 감소, 의식 상실 등으로 나타날 수 있다. 다발성 장기 부전 및 사망을 예방하기 위해서는 신속한 인지와 치료가 중요하다.

## 생리
인체는 시상하부 내 체온 조절 중추에 의해 조절되는 메커니즘을 통해 약 37°C 또는 98.6°F의 핵심 체온을 유지한다. 신체가 높은 주변 온도, 격렬한 신체 활동, 또는 이 둘 모두에 노출될 때, 체온 조절 중추는 더 많은 열을 발산하기 위해 여러 과정을 시작한다:
- 피부 표면 근처의 혈관이 확장되어 피부로의 혈류를 증가시켜 방사선 및 대류열 전달을 통한 열 손실을 촉진한다.
- 피부로의 혈류 증가를 지원하기 위해 심박수가 증가한다.
- 피부의 에크린 땀샘이 땀을 생성하며, 이는 피부 표면에서 증발한다.

### 열경련 및 열실신
열 관련 질환은 심각도에 따라 스펙트럼으로 나뉜다. 이 스펙트럼의 낮은 끝에 있는 질환으로는 열경련과 열실신이 있다. 전해질 고갈 이론은 높은 주변 온도에서 격렬한 신체 활동 중 땀 분비 증가가 혈청 전해질(예: 나트륨, 칼륨 등) 고갈을 초래하여 지속적인 비자발적 근육 수축, 즉 열경련을 유발한다고 제안한다. 그러나 상당한 탈수가 없는 상태에서 격렬한 신체 활동과 높은 주변 온도가 혈청 전해질 고갈에 기여하는지에 대해서는 최근 연구에서 이의가 제기되었으며, 대안적인 이론이 제안되었다. 신경근 이론은 근육 피로가 α1 근방추의 흥분성을 증가시키고 골지힘줄기관의 억제성 입력을 감소시켜 지속적인 비자발적 근육 수축을 유발한다고 제안한다.
열실신 또는 운동 관련 실신에서는 피부 표면 근처의 혈관이 확장되고 혈관운동 신경 지배 감소로 인해 하지에 혈액이 고여 혈압이 떨어지고 뇌로 가는 혈류가 일시적으로 감소하여 실신하게 된다.

### 일사병
일사병은 열 관련 질환의 중간 정도 형태이며, 점차 압도되는 체온 조절 메커니즘이 특징이다. 일사병의 경우 핵심 체온은 37°C에서 40°C(98.6°F에서 104°F) 사이로 상승한다. 열을 발산하기 위해 피부로의 혈류는 분당 8리터까지 증가할 수 있으며, 이는 심장박출량의 상당 부분을 차지한다. 이러한 말초 순환 증가는 심장, 폐, 대혈관에 포함된 혈액량인 중심 혈액량을 감소시킨다. 심박수는 더욱 증가하지만, 심박출량과 혈압은 계속해서 감소한다. 동시에 시간당 최대 1~2리터의 땀 손실과 함께 심한 발한이 발생한다. 이러한 발한은 중심 혈액량 감소를 악화시키고 탈수 및 혈청 전해질 고갈, 특히 저나트륨혈증 (낮은 혈청 나트륨) 및 저칼륨혈증 (낮은 혈청 칼륨)으로 이어진다. 중요한 장기로의 혈류 감소와 혈청 전해질 손실의 조합은 "징후와 증상"에서 언급된 다양한 증상을 초래한다. 또한, 폐를 통한 열 발산을 돕기 위해 신체의 호흡수가 증가한다.

### 열사병
일사병은 열사병으로 진행될 수 있으며, 이는 체온 조절 메커니즘의 완전한 실패를 특징으로 하는 심각한 형태의 열 관련 질환이다. 열사병은 핵심 체온이 40°C(104°F)를 초과하고 중추신경계 기능 장애를 보이는 두 가지 주요 특징으로 정의된다. 전형적인 열사병에서는 땀샘 기능 장애 또는 고갈로 인해 발한이 멈춘다. 이러한 증발 냉각의 상실은 열 축적을 더욱 가속화한다. 그 결과로 발생하는 열중증은 광범위한 세포 기능 장애를 초래하며, 다음을 포함한다:
- 효소 기능 변화
- 단백질 변성
- 세포막 손상.

열중증은 직접적인 세포 손상을 유발하여 전신 염증 반응을 유도한다. 이러한 염증성 연쇄 반응은 다발성 장기 기능 장애를 초래할 수 있으며, 잠재적으로 다음으로 이어질 수 있다:
- 급성 콩팥 손상
- 간부전
- 파종성 혈관내 응고

## 원인
고온이 다양한 질병과 장애뿐만 아니라 사망률 및 이환율 증가와 관련이 있다는 증거가 늘고 있다. 기후변화에 관한 정부간 협의체(IPCC)는 지속적인 온실가스 배출로 인해 미래에 기온이 최대 1.5°C 상승할 것으로 예상한다. 기후변화는 극한 기온을 악화시켜 더욱 강렬하고 빈번한 폭염을 초래한다. 이러한 추세가 계속됨에 따라 어린이, 노인, 만성 질환자와 같이 일사병에 더 취약한 인구는 위험이 증가한다.
일사병 및 기타 열 관련 질환의 일반적인 원인은 다음과 같다:
- 덥고 햇볕이 강하거나 습한 날씨에 장시간 노출
- 적절한 냉방 없이 고온 환경에서 장시간 머무는 것
- 특히 더운 환경에서 작업, 운동 또는 스포츠를 통해 격렬한 활동에 참여
- 불충분한 수분 섭취로 인한 탈수
- 충분한 전해질 보충 없이 과도한 수분 섭취로 인한 혈청 전해질 고갈
- 열이 빠져나가지 못하게 하여 열을 몸 가까이에 가두는 꽉 끼거나 통기성이 없는 옷 착용
- 이뇨제, 항고혈압제, 항콜린제, 항우울제와 같이 체온 조절을 손상시키는 특정 약물 사용
- 점진적인 순응 없이 갑작스러운 고온 노출

## 위험 요인
일사병의 위험 요인은 다음과 같다:
- 열을 가두고 냉각을 방해하는 어둡고, 패딩 처리되거나, 단열된 의류, 모자, 헬멧 (예: 축구 패드, 소방복 등) 착용
- 높은 체지방률, 이는 열 발산을 방해할 수 있다.
- 발열의 존재, 이는 체온을 높이고 열 내성을 낮춘다.
- 4세 미만의 어린이와 65세 이상의 성인은 휴식 중에도, 특히 덥고 습한 환경에서 적절한 냉방이 없을 때, 체온 조절 기능이 손상되어 심각한 열 질환의 위험이 더 높다.[22]
- 물, 에어컨 또는 기타 냉방 방법에 대한 접근성 부족[3]
- 이뇨제, 1세대 항히스타민제, 베타 차단제, 알코올, 항정신병 약물, MDMA('엑스터시', '몰리'), 기타 치환 암페타민과 같이 일사병 위험을 증가시키는 약물 사용[4]

## 약물 영향
이뇨제, 항고혈압제, 항콜린제, 항우울제와 같은 약물은 전해질 불균형, 약물 유발성 발한감소증(땀 분비 감소) 또는 약물 유발성 과도한 땀 분비(과도한 땀 분비)를 유발할 수 있다. 이는 신체의 핵심 온도 조절 능력을 방해하고 일사병의 위험을 증가시킨다.
항콜린제는 부교감신경계의 무스카린성 아세틸콜린 수용체와 관련된 자율신경계의 부교감 부위를 억제하여 종종 구강 건조, 갈증 증가, 그리고 탈수 위험 증가와 같은 증상을 유발한다. 특정 항우울제 및 1세대 항히스타민제와 같이 항콜린성 특성을 포함하는 다른 약물도 비슷한 부작용을 가지고 있다. 열 악화 위험이 있거나 경험하는 환자의 경우, 이러한 약물을 복용하면 위험이 더욱 증가할 수 있다.
삼환계 항우울제 및 선택적 세로토닌 재흡수 억제제(SSRIs)와 같은 특정 항우울제와 히스타민 방출을 자극하는 오피오이드는 과도한 땀 분비를 유발하여 상당한 체액 및 혈청 전해질 고갈을 초래할 수 있다. 메커니즘은 완전히 이해되지 않았지만, ACE 억제제, 베타 차단제, 이뇨제와 같은 항고혈압제는 열 내성을 감소시키는 것으로 나타났다. 또한, ACE 억제제와 이뇨제는 전해질 불균형을 유발하고 갈증을 증가시키며 탈수 위험을 높일 수 있다. 베타 차단제는 열중증 혈액을 신체 중심부에서 피부로 돌려 냉각하는 신체의 능력을 제한한다. 탈수와 전해질 불균형이 치료되지 않으면 심각한 합병증을 초래하고 열사병과 같은 더 심각한 열 관련 질환으로 진행될 수 있으며, 잠재적으로 치명적일 수 있다.
약물 유발성 발한감소증 및 과도한 땀 분비 관리는 의료 전문가와 철저히 평가하고 논의해야 한다. 치료 옵션에는 약물 중단, 용량 조절, 다른 약물 등급으로의 약물 대체, 새로운 행동 및 환경 변화에 대한 적응, 또는 부작용을 상쇄할 수 있는 다른 약물 추가 등이 포함될 수 있다.

## 특수 인구

### 소아과
어린이(18세 미만)는 성인에 비해 항상성 조절 시스템이 미성숙하고, 신진대사율이 높으며, 심박출량이 낮기 때문에 열 내성이 낮다. 고온 환경에서 격렬한 운동은 어린이의 열 관련 질환의 주요 원인이다. 열 관련 질환으로 인한 탈수는 어린이의 체온 조절 기능 장애의 위험을 높인다. 체온 조절 기능 장애는 어린이의 땀 분비 능력을 감소시키고 핵심 체온 반응을 증가시켜 일사병과 싸우는 능력을 더욱 악화시킨다. 성인과 마찬가지로 어린이의 일사병을 예방하고 치료하는 가장 좋은 방법은 운동 전에 적절히 훈련하고, 수분을 섭취하며, 온도 조절을 허용하고, 적절히 옷을 입는 것이다.

### 임신
임산부의 일사병 발생률이 어떻게 다른지에 대한 연구는 많지 않지만, 임산부의 일사병으로 인한 부작용은 치명적일 수 있다. 임산부가 임신 전과 같은 작업을 수행할 때 일사병이 훨씬 더 흔해진다. 어지럼증, 피로, 탈수와 같은 가장 흔한 증상과 다르지 않지만, 극단적인 부작용으로는 조산, 유산, 선천적 기형이 증가한다. 이러한 더 심각한 부작용의 이유는 임신이 더 높은 신진대사 및 심혈관 요구를 유발하고, 일사병의 존재는 이러한 요구를 더욱 증폭시키기 때문이다. 일사병의 탈수 증상을 극복하는 것이 중요한데, 이는 태아의 적절한 발달과 신진대사 활동에 적절한 수분 공급이 매우 필요하기 때문이다. 탈수를 막기 위해서는 임신 전보다 물 섭취량을 늘려야 하며, 땀 흘림을 방지하기 위해 더운 환경을 피해야 한다.

## 예방
일사병의 위험을 예방하고 낮추는 방법은 다음과 같다:
- 폭염 또는 급격한 온도 상승에 대한 광범위한 대중 발표
- 일기 예보에 대한 최신 정보 유지
- 지역사회 내 열 보호소 운영
- 헐렁하고 가벼운 옷 착용
- 수분 섭취가 제한되지 않는 한 충분한 수분 섭취 유지
- 많은 야외 활동이나 작업을 하는 경우, 그늘지고 시원한 곳에서 휴식
- 한낮의 열대 햇볕, 지중해 숲[30] 또는 보일러실과 같이 더운 환경에 장시간 노출 피하기
- 충분한 수분 섭취
- 더운 날씨에 과도한 활동이나 운동 피하기
- 체온 조절에 해로울 수 있는 약물 피하기

## 진단
일사병 진단은 일반적으로 의료 전문가가 다양한 신체 검사를 통해 이루어진다. 검사를 통해 체온을 확인하고 최근 활동에 대해 질문한다. 의료 전문가가 일사병이 열사병으로 진행되었다고 의심하는 경우, 다음 다양한 검사를 통해 이를 확인할 수 있다.
- 혈액 검사: 의료 전문가들은 혈액 검사를 통해 낮은 혈당이나 칼륨 수치를 확인한다. 또한 혈액 내 불필요한 가스의 존재를 확인할 수도 있다.[9][31]
- 소변 검사: 소변 검사는 색상, 투명도, pH 수준, 포도당 농도 및 단백질 수준을 측정하는 검사이다.[32] 이 검사는 또한 고전적인 열사병에 의해 영향을 받는 신장 기능을 확인할 수 있다.[31]
- 근육 기능 검사: 의료 전문가들은 근육 기능 검사를 통해 횡문근융해증, 즉 골격근 조직에 심각한 손상이 있는지 확인한다.[33]

## 치료

### 응급처치
일사병 또는 열사병에 대한 응급처치는 다음과 같다:
- 환자를 그늘지고, 선풍기 바람이 닿거나, 에어컨이 있는 곳으로 옮기기
- 냉각을 용이하게 하기 위해 과도하거나 꽉 끼는 옷 제거
- 이마, 목, 겨드랑이, 사타구니에 젖은 수건이나 천으로 감싼 얼음 팩을 대고, 선풍기를 사용하여 환자를 식히기
- 혈액 순환을 개선하기 위해 환자를 등 뒤로 눕히고 발을 머리 위로 올리기
- 의식이 있고, 명료하며, 구토하지 않는 경우 환자에게 시원한 물 또는 전해질 음료라고도 불리는 스포츠 음료를 마시게 하기 (일사병에만 해당)[34]
- 구토하는 경우 질식을 방지하기 위해 환자를 옆으로 돌려 눕히기
- 심박수, 혈압, 호흡수, 체온을 포함한 환자의 활력 징후 모니터링
- 환자의 정신 상태 (예: 혼란, 섬망, 경계심 감소 등) 모니터링
- 상황이 빠르게 개선되지 않거나 악화되는 경우 구급대에 연락

### 응급 의료 치료
일사병 환자가 의료 치료를 받는 경우, 응급 의료 기술자(EMT), 의사 및 간호사는 다음을 수행할 수도 있다:
- 보충 산소 공급
- 혼란스러워서 마시지 못하거나 구토하는 경우 정맥 주사 수액 및 전해질 투여

### 하지 말아야 할 것
일사병이나 기타 열 관련 질환을 겪는 경우 절대 하지 말아야 할 것은 다음과 같다:
- 아스피린이나 타이레놀과 같은 해열제를 투여하지 마라. 환자에게 해로울 수 있다.
- 탈수를 악화시킬 수 있으므로 소금 알약을 투여하지 마라.[37]
- 알코올이나 카페인이 함유된 제품을 사용하지 마라. 환자가 체온을 조절하기 더 어려워질 수 있다.
- 환자가 구토하거나 의식이 없는 경우 입으로 아무것도 주지 마라.

## 열 경고 자료
고온이 더욱 빈번해짐에 따라 날씨의 갑작스러운 변화에 대한 최신 정보를 얻을 수 있는 자료가 있다. 미국에서는 OSHA와 NIOSH가 협력하여 특정 위치의 날씨 예보에 대한 실시간 데이터, 열 관련 질환의 일반적인 부작용, 그리고 외부 온도가 어떻게 느껴지는지를 사용자에게 알려주는 열 안전 도구 앱을 제공하여 개인이 날씨에 따라 안전하게 하루를 계획할 수 있도록 돕는다. 추가 자료로는 weather.gov를 사용하여 우편번호를 기준으로 미국 내 지역 날씨를 모니터링하는 것, 지역 내 냉방 센터를 파악하는 것, 가정 내에서 에너지를 절약하고 덜 사용하는 방법을 아는 것, 그리고 다른 인구보다 열 관련 질환에 더 취약한 특정 인구에 대해 잘 아는 것 등이 있다. 이러한 자료 외에도 전 세계 및 지역 내 날씨 및 온도 변화에 대한 정보를 계속 제공하는 라디오 방송국과 뉴스 일기 예보가 있다.

## 예후
적절한 휴식과 수분 보충 후 대부분의 사람들은 일반적으로 일사병에서 회복한다. 그러나 일사병이 치료되지 않고 방치되면 가장 흔한 질병 진행은 열사병이다. 질병통제예방센터(CDC)에 따르면, 사람이 열사병에 걸렸음을 나타내는 전형적인 특징은 10~15분 이내에 체온이 40°C(104°F) 이상에 도달하는 경우이다. 높은 체온 외에도 정신 상태 변화 및 부정확한 발음과 같은 중추신경계 기능 장애를 경험할 것이다. 열사병이 유발할 수 있는 또 다른 질병은 특히 신체 활동으로 인해 열사병이 발생한 경우 횡문근융해증, 즉 골격근 조직에 심각한 손상이다. 사람이 횡문근융해증을 겪으면 손상된 골격근 조직이 미오글로빈과 같은 독성 근육 성분을 혈류로 방출하여 콜라색 소변, 근육통, 막힌 세뇨관으로 인한 신장 손상 등을 유발할 수 있다. 사람이 열사병을 겪고 적절히 치료받지 못하면 대사 이상, 신체의 여러 장기에 돌이킬 수 없는 손상, 그리고 결과적으로 사망으로 이어질 수 있다.

## 같이 보기
- 열사병
- 직업성 열 스트레스